# Schizocalyx
Schizocalyx é um género botânico pertencente à família Rubiaceae. O termo tem ainda sido utilizado para identificar o género Calycorectes, da família das Myrtaceae.
1. ↑  «Schizocalyx — World Flora Online». www.worldfloraonline.org. Consultado em 19 de agosto de 2020